# Ras Terbella
Ras Terbella (àrab: رأس تربلة, Raʾs Tarballa, o رأس تاربلة, Raʾs Tārballa) és un cap de l'illa de Djerba, a la governació de Médenine, a Tunísia. Forma la punta més al sud de l'illa i la part oriental del golf de Boughrara.
Els altres caps de l'illa són Ras Bordj Julidj (nord-oest), Ras Taguermes (nord-est), Ras Rmel (nord), Ras Lalia Hadria (est) i Ras Bordj Kastil (sud-est). A l'oest del golf l'illa s'acosta al continent pel pas entre Ajim,a l'illa, i Djorf, al continent.